# EX-337
La carretera EX-337 es de titularidad de la Junta de Extremadura. Su categoría es local. Su denominación oficial es   EX-337 , de   EX-105  a   EX-212 .